# Aquiles Badi

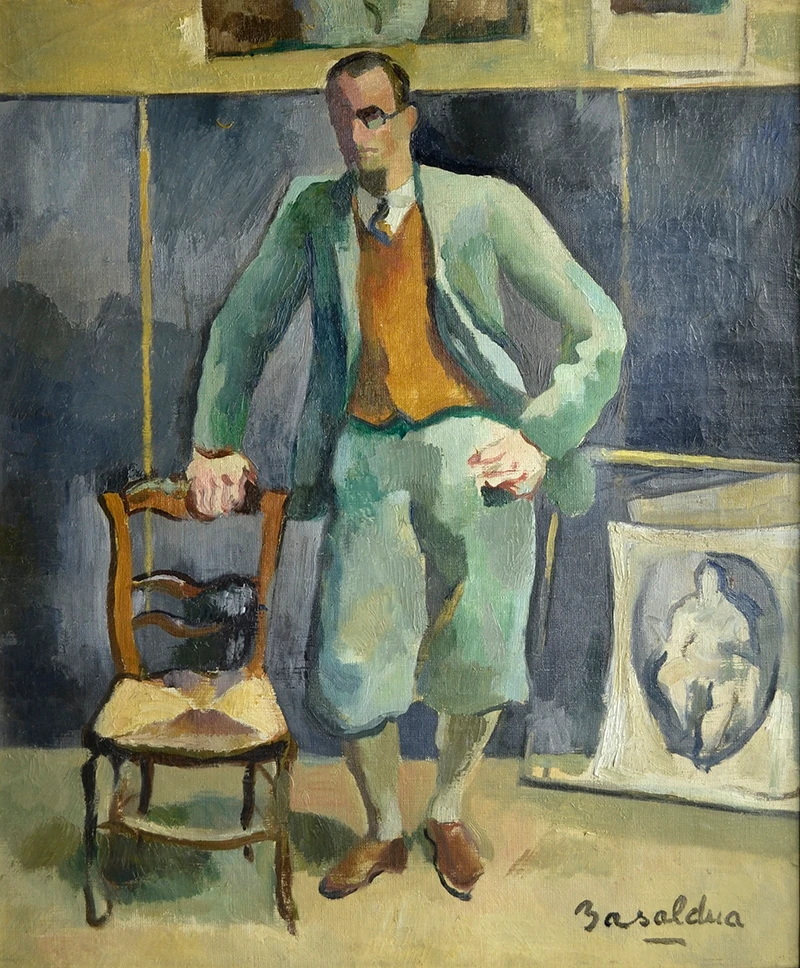
Aquiles Badi retratado por Héctor Basaldúa

Aquiles Badi (Buenos Aires el 14 de abril de 1894-Buenos Aires 8 de mayo de 1976) fue un pintor argentino del siglo XIX. Estudió en Italia y Argentina. Refleja en sus obras composiciones de resonancias clásicas italianas, y obras que revelan la preocupación por la guerra civil española.

## Primeros años
Vive su niñez en Milán (Italia) y estudia en el Regio Collegio Tomasseo en el que obtiene una Licencia Técnica en 1909. Ese mismo año, a los 15 años de edad regresa a Buenos Aires para estudiar en la Academia Nacional de Bellas Artes y así donde se hace íntimo amigo de los pintores Horacio Butler y Héctor Basaldúa.

## Su carrera
Tras la muerte de su padre, regresó a Italia en el año 1921, donde recorre Europa con su amigo Butler. Continua sus estudios en París en la academia Julian y el Taller de Le Fauconier. Durante los próximos años de su vida radica en Francia la localidad de Cagnes-sur-Mer y Sanary-sur-Mer, donde se les unen Raquel Forner, Alfredo Bigatti, Pedro Domínguez Neira, Alberto Morera y Leopoldo Marechal.
En 1928, viaja a Buenos Aires con sus amigos al Primer Salón de Pintura Moderna, en las salas de la Asociación Amigos del Arte. En este año también interviene en el Salón de los Independientes de París. En la década de 1930 Badi establece su residencia en Milán y en París donde se constituye como activo participante del «Grupo de París». Junto a Héctor Basaldúa, Antonio Berni, Horacio Butler, Lino Enea Spilimbergo y Juan Del Prete.
Durante el transcurso de la Segunda Guerra Mundial reside en Milán y colabora intensamente en la ilustración de libros y revistas como La Lettura, revista mensual del Nuevo Corriere della Sera y en Martedi, seminario literario de la casa Editora Bonpiani.
En 1936, se radica definitivamente en Buenos Aires, y abre en la calle Corrientes al 1309 –junto a Horacio Butler– el «Atelier Libre de Arte Contemporáneo». A los pocos días su obra La plaza es elogiada por Gilles de la Tourette en el diario La Nación. 
También en ese año gana el Premio de la sección de Acuarelistas concedido por la Comisión Nacional de Bellas Artes, alcanza otra distinción en el Segundo Salón Nacional de artistas decoradores y el Primer Premio de Pintura Mural de la Comisión Nacional de Cultura. 
El museo del Castello Sforzesco de Milán adquiriere una de sus obras para su colección.
En 1937 comienza a presidir la recientemente creada Sociedad Argentina de Artistas Plásticos (SAAP). Con su obra El hombre verde consigue el Premio Adquisición Martín Rodríguez Galisteo en el XIII Salón Anual de Santa Fe. Además viaja a París a la Exposición Internacional de París realizando paneles decorativos junto a Lino Enea Spilimbergo. En esta importantísima exposición es distinguido, junto a otros artistas argentinos, con Medalla de Oro. 
En 1939 regresa a Italia y realiza pinturas murales y se dedica a la ilustración de diversas publicaciones entre las que cabe citar La lettura, revista mensual del Nuovo Corriere della Sera y Martedi, semanario literario de la editorial Bompiani. Sin embargo, se mantiene en contacto con nuestro medio, realizando exposiciones y consecutivos envíos al Salón Nacional.

## Trabajos famosos
Descendimiento, 1937, óleo, 1,55 x 1,20 m, Museo Municipal de Artes Plásticas, Eduardo Sívori.
Cristo de los Escombros, 1949, óleo , 0,74 x 0,60 m, . colección privada.
Composición italiana, óleo, 0,80 x 1,02 m, colección privada.
Naturaleza muerta con antifaz, 1929, óleo, 1 x 0,81 m, Museo Nacional de Bellas Artes, Buenos Aires.

## Premios
1927 participa en el Salón Nacional con El saltimbanqui y Naturaleza muerta, obteniendo con esta última obra el Segundo Premio.
1936 Primer Premio del Salón Nacional 
1937 Primer Premio en el Salón de Acuarelistas, El Primer Premio de Pintura Mural en el Salón de Decoradores y la Medalla de Oro en la Exposición Internacional de París
1957 la Academia Nacional de Bellas Artes le otorga el Premio Palanza (Milán).

## Donde encontrar sus Obras
Sus obras integran importantes colecciones argentinas, entre otras las del Museo Nacional de Bellas Artes, el Museo Municipal de Buenos Aires, Museo Eduardo Sívori de Buenos Aires, Museo Provincial de Bellas Artes de La Plata, Museo Rosa Galisteo de Rodríguez en Santa Fe, Museo Juan B. Castagnino de Rosario y Museo Emilio Caraffa de Córdoba, y numerosas galerías y colecciones particulares.